# Portumnus
Genre
Portumnus est un genre de crabes de la famille des Portunidae ou des Carcinidae selon les classifications (WoRMS, Catalogue of Life). Il comporte deux espèces actuelles et une fossile.

## Liste des espèces
- Portumnus latipes (Pennant, 1777) - étrille élégante
- Portumnus lysianassa (Herbst, 1796)
- †Portumnus tricarinatus Lőrenthey in Lőrenthey & Beurlen, 1929

## Référence
- Leach, 1814 : Crustaceology. The Edinburgh Encyclopædia. vol. 7. p. 385–437.